# Давид на Донатело
„Давид на Донатело“ (на италиански: David di Donatello) (кръстена на скулптурата Давид на Донатело) са филмови награди, които се връчват всяка година от Академията за италианско кино (L'Accademia del Cinema Italiano; ACI). Има 24 категории награди от 2006 г. Това е италианският еквивалент на наградите на Американската академия и се нарежда сред наградите от най-високо международно ниво.

## Президенти
- 1955 – 1970 Итало Джемини
- 1971 – 1977 Ейтел Монако
- 1978 – 1980 Паоло Граси
- 1981 – 2016 Джан Луиджи Ронди
- 2016 – 2017 Джулиано Монталдо
- 2018- днес Пиера Детасис (първата жена)

## Описание
Наградата е златна статуетка, реплика на известната скулптура на Давид от Донатело, върху квадратна малахитова основа със златна плочка, на която са записани категорията, годината и победителят.

## Връчване
Наградата „Давид на Донатело“ се връчва всяка година от 1956 до днес.

## Категории
- Давид на Донатело за най-добър филм
- Давид на Донатело за най-добър режисьор
- Давид на Донатело за най-добър нов режисьор
- Давид на Донатело за най-добър сценарий
- Давид на Донатело за най-добър продуцент
- Давид на Донатело за най-добра актриса
- Давид на Донатело за най-добър актьор
- Давид на Донатело за най-добра поддържаща актриса
- Давид на Донатело за най-добър поддържащ актьор
- Давид на Донатело за най-добра конематография
- Давид на Донатело за най-добра музика
- Давид на Донатело за най-добра оригинална песен
- Давид на Донатело за най-добър сценография
- Давид на Донатело за най-добри костюми
- Давид на Донатело за най-добър грим
- Давид на Донатело за най-добър дизайн на прическите
- Давид на Донатело за най-добър монтаж
- Давид на Донатело за най-добър звук
- Давид на Донатело за най-добри визуални ефекти (VFX)
- Давид на Донатело за най-добър документален филм
- Давид на Донатело за най-добър чуждестранен филм
- Давид на Донатело за най-добър късометражен филм
- Давид Джовани

### Вече неприсъждани категории
- Давид на Донатело за най-добър чуждестранен режисьор
- Давид на Донатело за най-добра чуждестранен актриса
- Давид на Донатело за най-добър чуждестранен актьор
- Давид на Донатело за най-добър европейски филм